# Зец (сазвежђе)
Зец (лат. Lepus) је сазвежђе јужне хемисфере. Једно је од 88 модерних сазвежђа, а налази се и међу 48 оригиналних Птоломејевих сазвежђа. Налази се испод сазвежђа Орион, и представља зеца кога гоне Орионови пси (Велики и Мали пас).

## Звезде
Најсјајнија звезда, алфа Зеца или Арнеб (зец на арапском) је стара, умирућа звезда, десет пута масивнија од Сунца. Бета Зеца (Нихал, „камиле“ на арапском) је светли џин удаљен око 159 светлосних година. Гама Зеца је вишеструка звезда која се налази на 29 светлосних година од Сунчевог система и припада Сиријусовој групи звезда. Зета Зеца је специфична по томе што има астероидни појас.  и Т Зеца су променљиве звезде типа Мире. 

## Објекти дубоког неба
У Зецу се налази М79, слабо глобуларно јато. М79 се налази на неуобичајеном месту — на јужној хемисфери, супротно од галактичког центра, док се глобуларна јата нормално налазе око галактичког центра. Верује се да потиче из 
Патуљасте галаксије Велики пас. 